# Estrées-Saint-Denis
Estrées-Saint-Denis är en kommun i departementet Oise i regionen Hauts-de-France i norra Frankrike. Kommunen ligger i kantonen Estrées-Saint-Denis som tillhör arrondissementet Compiègne. År 2022 hade Estrées-Saint-Denis 3 660 invånare.

## Befolkningsutveckling
Antalet invånare i kommunen Estrées-Saint-Denis
| Referens: INSEE |